# Gaudeamushütte
Die Gaudeamushütte ist eine Schutzhütte der Sektion Main-Spessart des Deutschen Alpenvereins im Kaisergebirge in Tirol.

## Lage

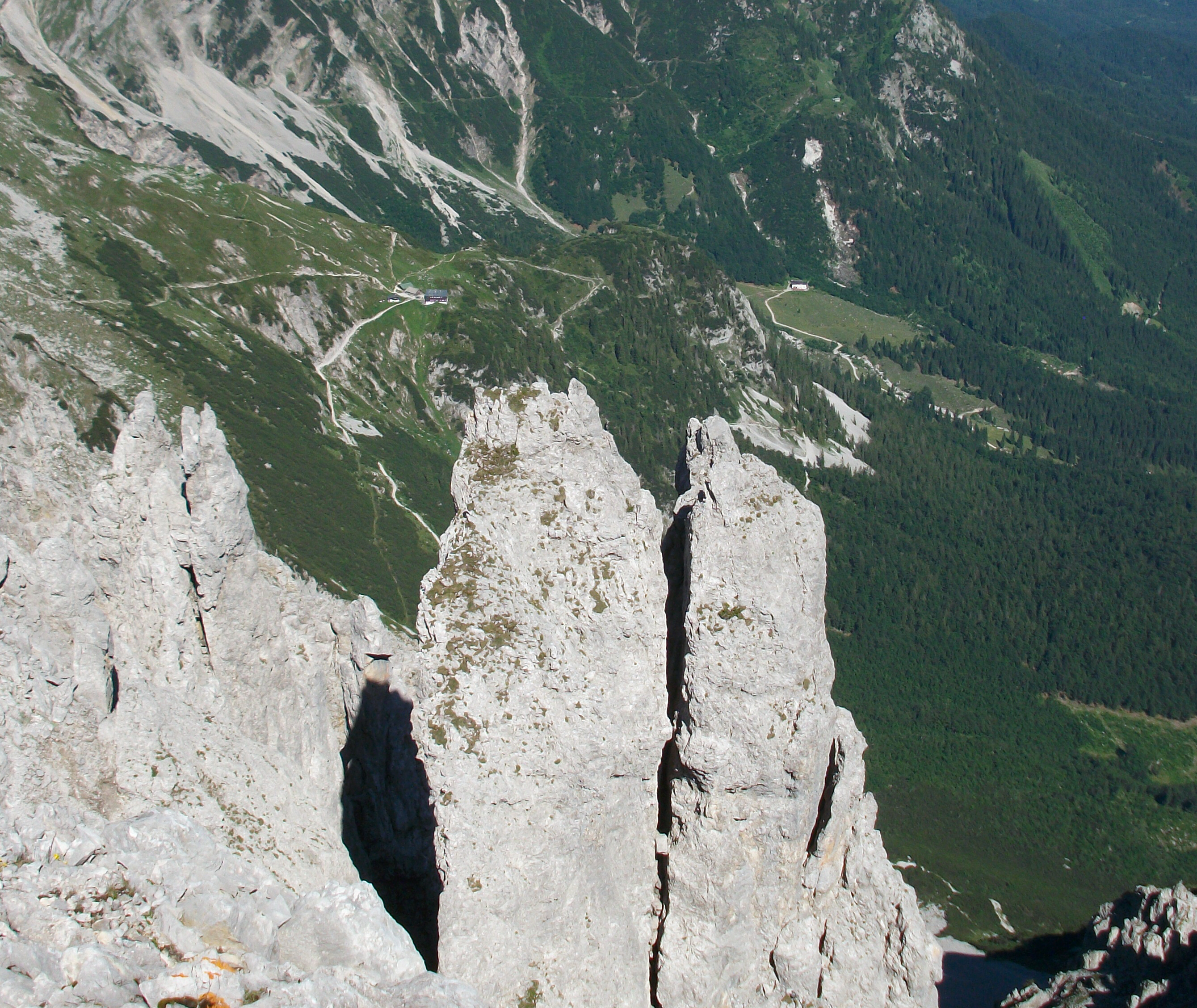
Gruttenhütte (Mitte) und Gaudeamushütte (rechts), gesehen von Westen vom Tuxeck

Die Hütte befindet sich auf der Südseite des Wilden Kaisers in 1270 m ü. A. Höhe am Fuß der Törlspitzen auf einem Almboden. Von der Sonnenterrasse schweift der Blick hinauf zum Ellmauer Tor, den Karlspitzen und auf die Ellmauer Halt. Bei der Gaudeamushütte verzweigen sich mehrere Steige und Wege, die zentrale Lage ist auch der Hauptgrund für die Beliebtheit des Stützpunktes sowohl bei Ausflüglern, als auch bei Bergwanderern und Kletterern. Bei Benutzung einer Mautstraße ist die Hütte schnell erreichbar und dient als Ausgangspunkt für verschiedene Gipfelbesteigungen und Übergänge im Wilden Kaiser.

## Geschichte
1899 wurde vom Akademischen Alpenverein Berlin des DuOeAV unterhalb des Kübelkars die Gaudeamushütte erbaut. Sie blieb bis 1911 unbewirtschaftet, wurde anschließend zumindest zeitweise an die Sektion Kitzbühel des DuOeAV verpachtet. 1924 zerstörte eine Lawine die Gaudeamushütte. Noch im selben Jahr wurde übergangsweise eine provisorische Baracke errichtet und einfach bewirtschaftet. 1927 erbaute die Sektion Berlin des DuOeAV rund 300 Meter weiter östlich die jetzige Hütte. Bemerkenswert ist, dass sie den Zweiten Weltkrieg ohne Schäden überstand und danach nur selten die Pächter wechselten. Nach der Übernahme durch die Sektion Main-Spessart des DAV wurde die Hütte 2003 erneuert und um einen Anbau erweitert. Seit 2023 sind Julia und Michael Dobler die  Pächter.

## Anreise
Von der Inntal-Autobahn (A12), Ausfahrt Kufstein-Süd, über die B173 und die B178 oder aus Richtung Salzburg kommend über Lofer und St. Johann in Tirol ebenfalls auf der B178 nach Ellmau. Dort nach Norden abzweigen und schließlich auf einer Mautstraße hinauf zur Wochenbrunneralm, wo auf 1080 m Höhe ein großer Parkplatz zur Verfügung steht.

## Zustiege
Der kürzeste und schnellste Weg beginnt auf der Wochenbrunneralm und führt in nur 40 Minuten problemlos zur Gaudeamushütte.
Ebenfalls möglich ist der Anstieg von Scheffau, Ellmau oder von Going-Prama aus in jeweils 2 Stunden.

## Übergänge
- Gruttenhütte (1620 m) über Klamml (felsig), Gehzeit: 1 Stunde
- Stripsenjochhaus (1577 m) über Ellmauer Tor, Steinerne Rinne und Eggersteig, Gehzeit: 4 Stunden
- Fritz-Pflaum-Hütte (1865 m) über Wildererkanzel, Gildensteig und Kleine Törl, Gehzeit: 3 Stunden
- Ackerlhütte (1460 m) über Wilder-Kaiser-Steig, Gehzeit: 1½ Stunden

## Gipfelbesteigungen
- Goinger Halt (2242 m), Gehzeit: 2½ Stunden
- Karlspitzen (2281 m), Gehzeit: 3 Stunden
- Regalmspitze (2253 m), Gehzeit: 3 Stunden
- Ackerlspitze (2329 m), Gehzeit: 4 Stunden
- Maukspitze (2231 m), Gehzeit: 3½ Stunden
- Ellmauer Halt (2344 m), Gehzeit: 4 Stunden

## Karten und Literatur
- Horst Höfler, Jan Piepenstock: Kaisergebirge alpin. Alpenvereinsführer alpin für Wanderer und Bergsteiger (= Alpenvereinsführer). 12. Auflage. Bergverlag Rother, München 2006, ISBN 3-7633-1257-9.
- Pit Schubert: Kaisergebirge. Alpenvereinsführer „extrem“ für Bergsteiger und Kletterer.  12., vollständig neu bearbeitete Auflage. Bergverlag Rother, München 2000, ISBN 3-7633-1272-2.
- Sepp Brandl: Wilder Kaiser. Zahmer Kaiser, Kufstein, St. Johann und Kössen. 56 ausgewählte Bergwanderungen im und um das Kaisergebirge. 7., aktualisierte Auflage. Bergverlag Rother, München 2011, ISBN 978-3-7633-4084-2.